# Dirección de Servicios de Información y Bibliotecas de la Universidad de Chile (SISIB)
La Dirección de Servicios de Información y Bibliotecas de la Universidad de Chile (SISIB) es la unidad encargada de la coordinación, soporte y supervisión de la gestión de las 48 bibliotecas de Facultades e Institutos, archivos y museos de la Universidad.
Resguarda los volúmenes físicos, libros electrónicos, revistas, tesis, publicaciones de investigadores y obras patrimoniales.

## Plataformas digitales
Gracias un permanente trabajo de digitalización de las obras con el objetivo de cumplir la labor de difusión y democratización de la cultura es posible acceder  a la producción intelectual de la Universidad de Chile, como por ejemplo: colecciones antiguas y valiosas, revistas electrónicas, el repositorio académico institucional y tesis de sus estudiantes.
A través de las siguientes plataformas se puede acceder en formato digital a los distintos contenidos:
- Biblioteca Digital
- Repositorio Académico
- Portal de Revistas Académicas
- Portal de Libros Electrónicos
- Colecciones antiguas y valiosas
- Sitios culturales

SISIB además desarrolló el Portal de Revistas Académicas Chilenas que permite acceder a todas las revistas académicas nacionales generadas por universidades, sociedades científicas, organismos gubernamentales y ONGs, ingresando a un solo sitio.

## Portal web de la Universidad de Chile
SISIB administra el portal web de la Universidad de Chile www.uchile.cl el primer sitio universitario de Chile según el Ranking web de Universidades (Webometrics) que lo ubica entre los 5 primeros de Latinoamérica entre 323 universidades del mundo (julio de 2019).